# Les Boréades
Les Boréades ou Abaris (Boreaderna eller Abaris) är en opera (Tragédie lyrique) i fem akter med musik av Jean-Philippe Rameau och libretto av Louis de Cahusac efter en grekisk myt om Abaris Hyperboréen

## Historia
Länge trodde man att Les Boréades repeterades på Parisoperan vid tiden för Rameaus död i september 1764 men sedan avbrutits av okänd anledning. Nu verkar det som att verket repeterades redan året innan (april 1763) och att det troligen var avsett att uppföras vid hovet i Choisy. Att verket aldrig uppfördes kan bero på flera orsaker: ändring av musiksmaken på 1760-talet, motstånd från Madame de Pompadour och andra vid hovet, eller att operahuset brann ned under repetitionstiden. Då librettot innehåller spår av vad som kan betecknas som frimurarsymboler kan det även ha legat politiska orsaker bakom. 
Operans kompletta premiär skedde inte förrän i juli 1982 då dirigenten John Eliot Gardiner ledde en uppsättning vid Festivalen i Aix-en-Provence.

## Personer
- Drottning Alphise (sopran)
- Sémire (sopran)
- Borilée (baryton)
- Calisis (haute-contre)
- Abaris (haute-contre)
- Adamas, överstepräst (baryton)
- En nymf (sopran)
- L'Amour (Amor) (soprano)
- Polymnie (Polyhymnia) (sopran)
- Boréas (bas)
- Apollon (baryton)

## Handling
Handlingen utspelas i det antika kungadömet Baktrien.
Drottning Alphise älskar den ädel främlingen Abaris, som har uppfostrats av översteprästen Adamas ovetande om sitt ursprung. Men hindret för deras kärlek är den gamla traditionen att drottningen måste gifta sig med en ättling till Boreas, nordanvindens gud. Hellre än att förlora Abaris och gifta sig med en av "Boreaderna" abdikerar Alphise till sina undersåtars stora överraskning och sorg, samt till gudens missnöje. Under en våldsam storm förs hon bort till gudens domäner för att pinas under nordanvinden. Abaris försök att rädda henne understöds med hjälp av musan Polyhymnia och guden Apollon. Abaris har även en magisk pil som guden Amor lånat honom. Slutligen avslöjar Apollon att Abaris är hans barn tillsammans med en nymf från Boreas, och sålunda kan Abaris gifta sig med Alphise utan problem.